# Richart Báez
Richart Báez (Asunción, Paraguai, 31 de juliol de 1973) és un futbolista paraguaià ja retirat que disputà vint-i-sis partits amb la selecció del Paraguai i disputà el Mundial de 2002.